# Reinhold Knoppe
Reinhold Knoppe (* 6. April 1908 in Bernstein (Bayern); † 30. Mai 1983) war ein deutscher Oberst, Bezirksverwaltungsleiter und Hauptabteilungsleiter des Ministeriums für Staatssicherheit (MfS) der Deutschen Demokratischen Republik (DDR). Er war von 1953 bis 1962 Leiter der Bezirksverwaltung Magdeburg und von 1964 bis 1968 Leiter der Hauptabteilung XII, zuständig für Statistik.

## Leben
Knoppe, Sohn eines Schmieds, erlernte nach der Volksschule von 1922 bis 1924 den Beruf des Glasers. 1929 trat er in die Kommunistische Partei Deutschlands (KPD) ein. Nach der Machtergreifung der Nationalsozialisten und der Reichstagsbrandverordnung mit dem Verbot kommunistischer Betätigung ging Knoppe 1933 in die Emigration und lebte bis 1937 in der Tschechoslowakei. 1937 ging er nach Spanien und kämpfte in den internationalen Brigaden im spanischen Bürgerkrieg. Nach dem Sieg Francos wurde er bis 1941 in Frankreich interniert und dann an die deutsche Geheime Staatspolizei (Gestapo) übergeben. Bis zum Ende des Zweiten Weltkriegs wurde er im KZ Sachsenhausen festgehalten.
Nach dem Ende des Kriegs leitet Knoppe 1945 einige Monate ein Heim für die Opfer des Faschismus (OdF) in Lehnitz in Brandenburg und ging dann zur Deutschen Volkspolizei (DVP). 1950 wechselte er zur Hauptverwaltung zum Schutze der Volkswirtschaft, dem Vorläufer des MfS. Knoppe wurde zum Oberst befördert und war leitender Mitarbeiter beim Aufbau der Bezirksverwaltung des MfS in Magdeburg. 1953 wurde er, als Nachfolger von Franz Schkopik, deren Leiter. 1962 wurde Knoppe in die MfS-Zentrale in Ost-Berlin berufen und leitete ab 1964 deren Hauptabteilung XII, zuständig für Erfassung und Statistik. 1968 ging er in Pension.

## Ehrungen
- 1983 Vaterländischer Verdienstorden in Gold (DDR)